# Val Pellice
Koordinaten: 44° 48′ N, 7° 9′ O

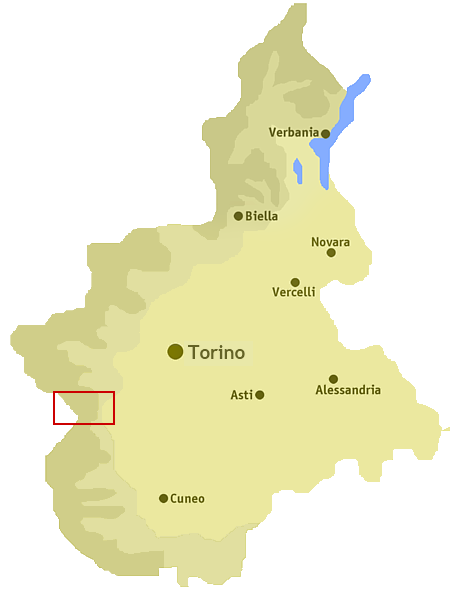
Lage des Tals im Westen Piemonts

Die Val Pellice, im Deutschen häufig das Val oder Valle Pellice, ist eines der drei sogenannten Waldensertäler und eine Gebietskörperschaft (Comunità montana) in der italienischen Metropolitanstadt Turin. Es liegt im Westen der Region Piemont in den Cottischen Alpen an der Grenze zu Frankreich.
Das Pellicetal liegt zwischen dem etwa parallel verlaufenden Val Chisone im Norden, sowie dessen Seitental Germanasca, und dem Val Po im Süden. Dort entspringt der Po. Der Name des Tales stammt von dem sie durchfließenden Fluss Pellice, der an der Ostseite des Monte Granero (3171 m) entspringt, des höchsten Berges des Tals. Dieses hat etwa 22.000 Einwohner.
Die sogenannten Waldensertäler Pellice, Chisone und Germanasca waren vom 13. bis zum 19. Jahrhundert Rückzugsgebiete der Waldenser. Sie schlossen sich 1532 der protestantischen Reformation an und erlangten nach schweren Verfolgungen 1848 Religionsfreiheit. Ihr Hauptort war und ist Torre Pellice. Da auch das Angrognatal eine wesentliche Rolle in der Waldensergeschichte spielte, wurden die Waldenser vielfach als „angrognini“ („die aus Angrogna“) bezeichnet.
Das untere Tal ist Richtung Turin an die Fernverkehrssysteme Straße und Bahn angebunden. Das obere Pellice-Tal wird von Fernwanderwegen der Systeme Grande Traversata delle Alpi, Via Alpina und Sentiero Italia berührt, wodurch auch Verbindungen Richtung Westen bestehen. Als eines von wenigen Tälern der italienischen Westalpen besitzt das Pellice-Tal keinen befahrbaren Pass nach Frankreich, was Elemente verstärkt, die auf die Besucher den Eindruck von Urtümlichkeit machen, doch handelt es sich um eine Kulturlandschaft. In dem abgelegenen Tal mit seinen Seitentälern existiert eine Reihe von endemischen Pflanzen- und Tierarten.

## Geographie

### Lage, Gliederung

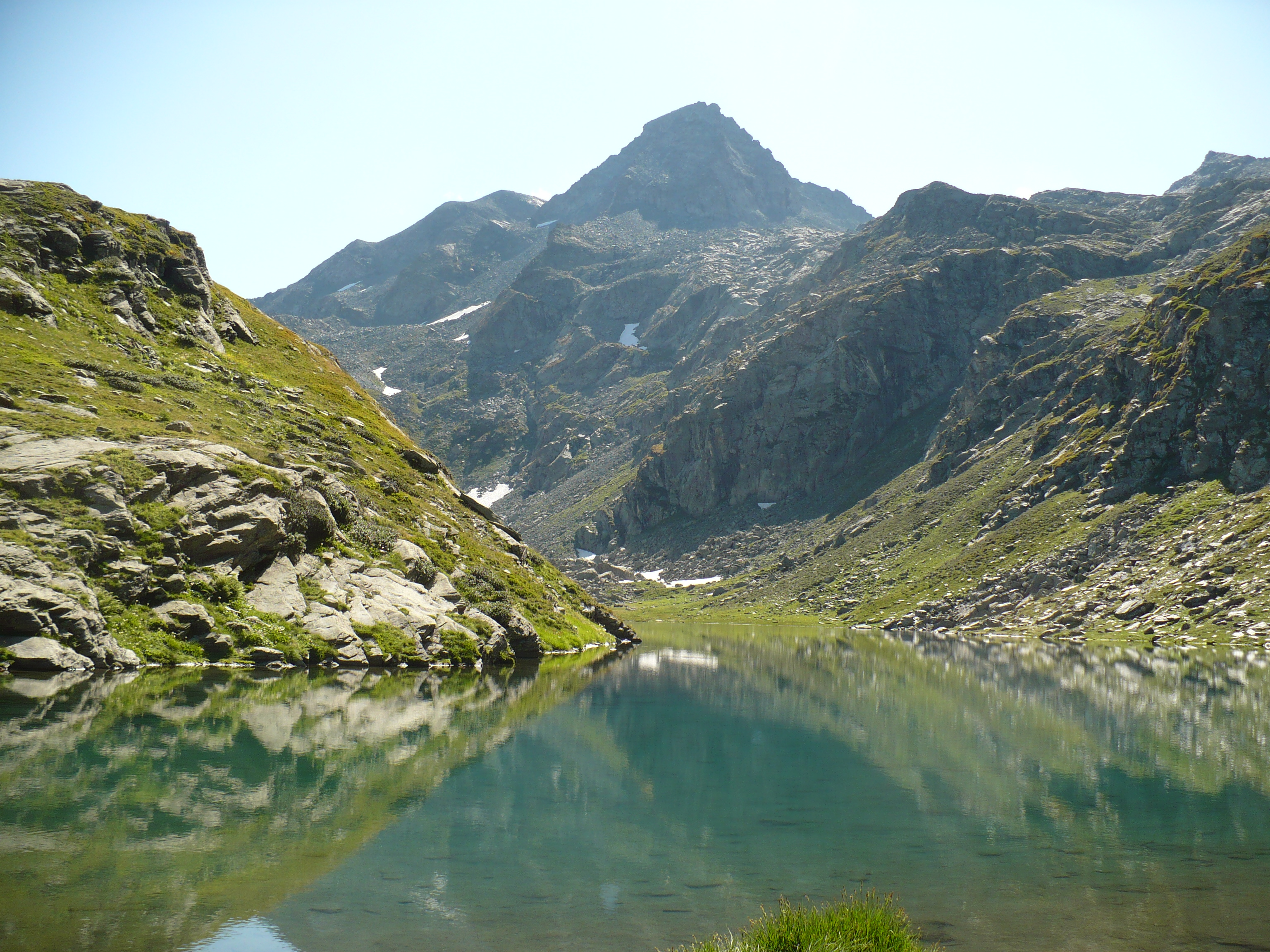
Der Monte Granero, höchster Berg des Tals, aus der Nähe des gleichnamigen Rifugio gesehen

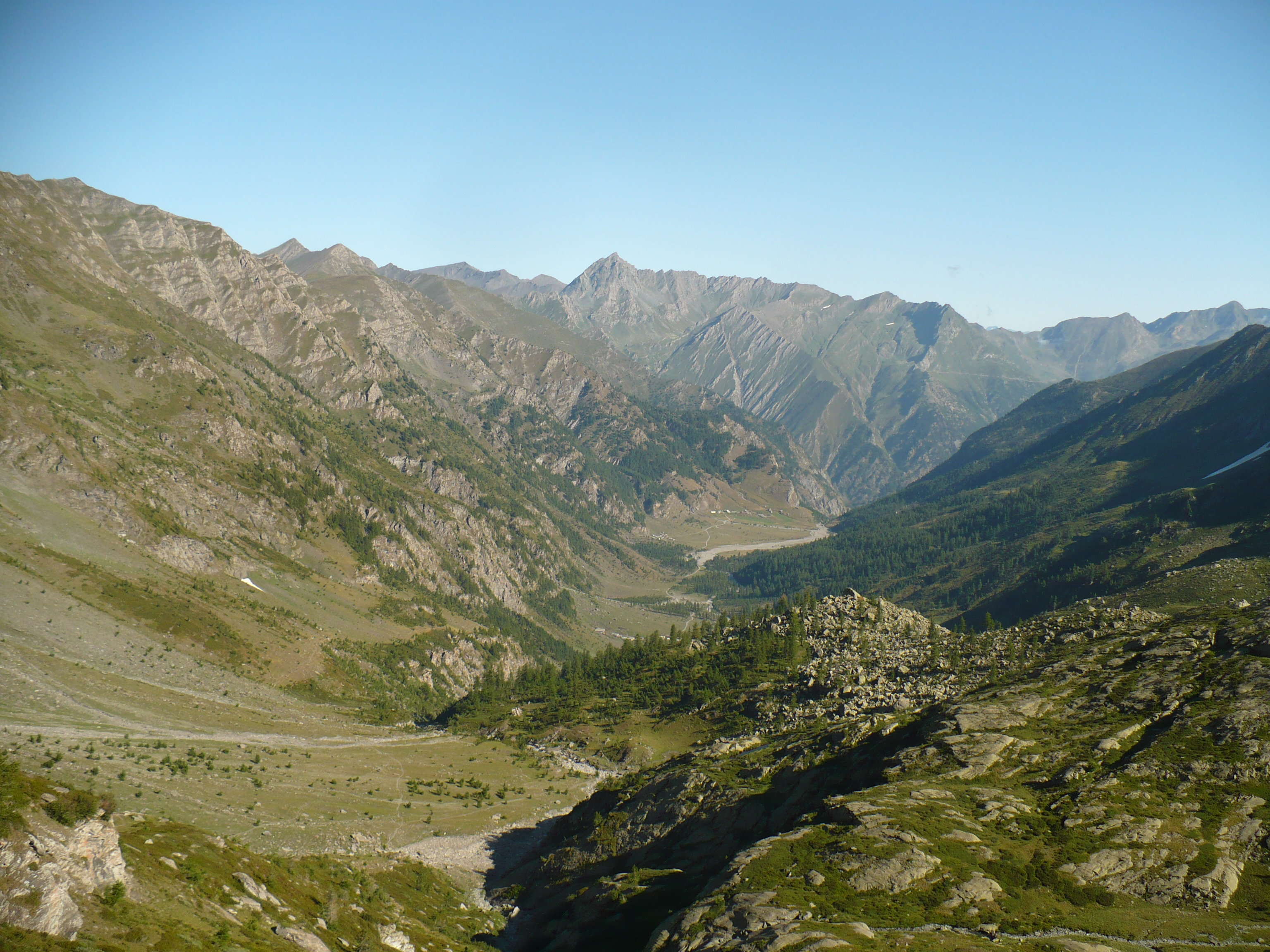
Die Conca del Pra von dem Weg aus gesehen, der zum Rifugio Granero führt

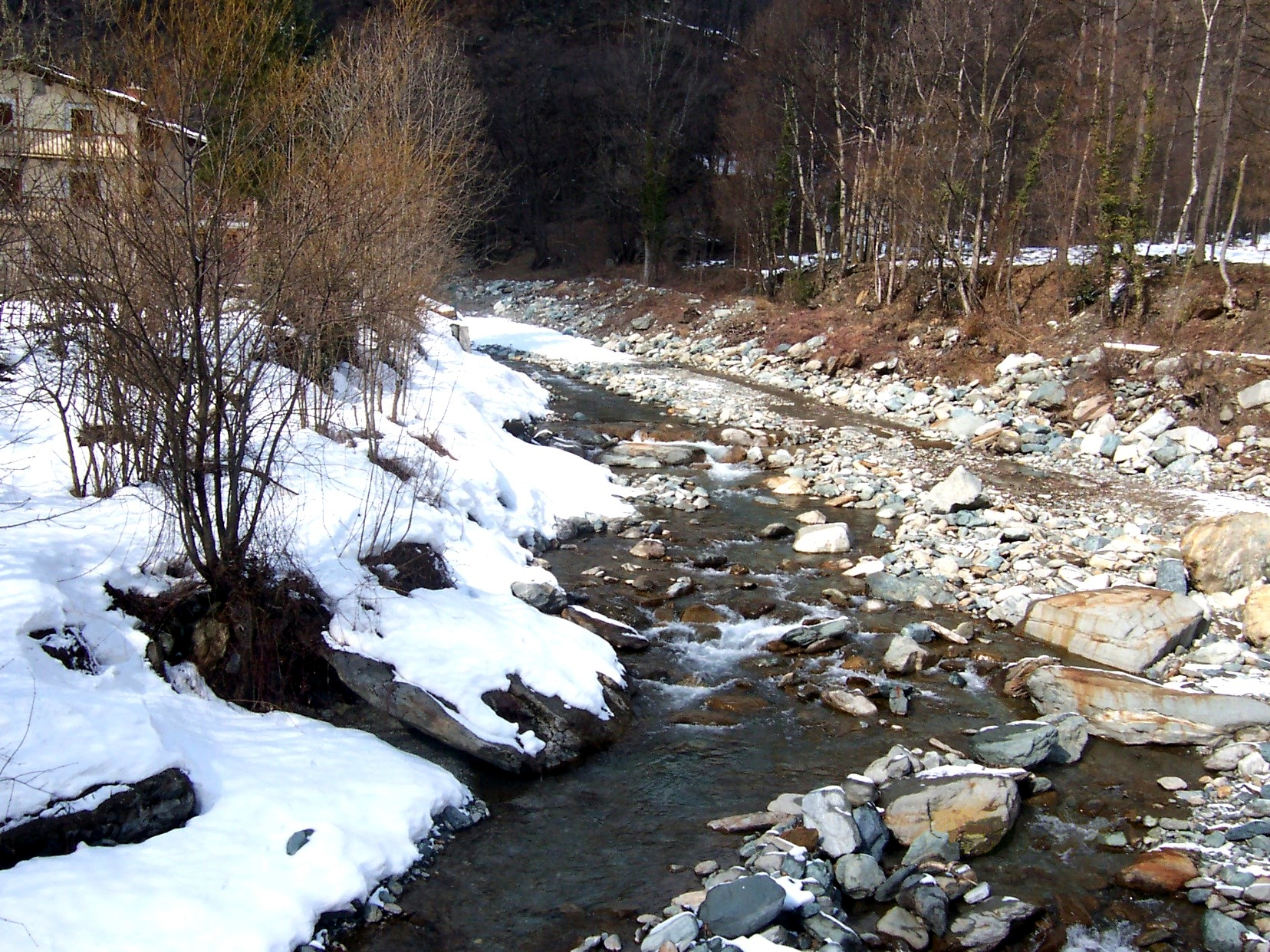
Der Fluss Pellice im Oberlauf

Das Tal verläuft von Westen nach Osten und fällt innerhalb von kaum 30 km vom Alpenhauptkamm bis zur Tiefebene des Pos ab. Der Talausgang aus dem Gebirge liegt etwa 5 km östlich von Torre Pellice und 6 km südlich von Pinerolo. Der Pellice fließt hier weiter nach Osten, nimmt den wasserreichen Chisone-Fluss auf und mündet nach insgesamt 53 km in den Po. Bei Torre Pellice mündet zuvor die Angrogna links in den Pellice. Sie entspringt auf 2452 m Höhe aus dem Lago della Sella Vecchia zu Füßen des 2832 m hohen Monte Rous und mündet nach 15,1 km in den Pellice.
Im Norden und im Nordosten grenzt das Tal an das Val Chisone, im Nordwesten an das Val Germanasca, im Osten an die Ebene von Pinerolo und im Süden an das obere Potal sowie im Westen an das französische Guiltal. Zum Val Pellice gehört eine Reihe von Seitentälern, die nördlich oder südlich quer zu ihm verlaufen. Zu ihnen gehört die Valle d’Angrogna, die bei Torre Pellice in Richtung Norden einbiegt; dort liegt die gleichnamige Gemeinde. Im Valle di Luserna, das bei Luserna San Giovanni in südliche Richtung (Val Po) einbiegt, liegt Rorà, im Valle dei Carbonieri, einem Tal, das etwas östlich von Bobbio Pellice südlich Richtung Val Po einbiegt, befindet sich das Rifugio Barbara Lowrie und im Vallone degli Invincibili, das zwischen Villar und Bobbio Pellice in nördliche Richtung (Valle Germanasca) einbiegt, befindet sich das Rifugio degli Invincibili.
Zu den wichtigsten Gipfeln des Tals, von denen man häufig den alles überragenden Monviso sehen kann, der selbst von Turin aus zu sehen ist, gehören der Monte Granero (3171 m) am nördlichen Talschluss und der Monte Meidassa (3105 m), ein Nachbargipfel des Granero, dann die Bric Bucie (2998 m) am südlichen Talschluss in Richtung Valle Germanasca und an der Grenze zu Frankreich, der Monte Manzol (2933 m) am nördlichen Talschluss, schließlich der Monte Friolànd (2738 m) auf dem Grat zwischen Val Po und Val Pellice, die Punta Cornour (2619 m) in Richtung Valle Germanasca und der Monte Vandalino (2121 m s.l.m.) am Taleingang bei Torre Pellice. Zu nennen ist darüber hinaus der Felsklotz Castelluzzo (1416 m) an der südöstlichen Bergflanke des Vandalino. Oberhalb der zu Torre Pellice gehörigen Borgata Bonnet liegt am Fuß des Castelluzzo die Höhle Bars de la Tagliola, die den Waldensern in Zeiten der Verfolgung als Zufluchtsort diente. Der Monte Vandalino trennt zwei Seitentäler des Val Pellice, das Valle d'Angrogna und den Vallone degli Invincibili, und damit die Gemeindegebiete von Torre Pellice und Villar Pellice voneinander.
Pässe spielen für die Verbindungen innerhalb und zwischen den Tälern eine enorme Rolle, wie etwa Colle della Vaccera (1461 m) zwischen dem Valle d'Angrogna und dem Val Chisone, Colle Giulian (2451 m) in Richtung Valle Germanasca, Colle Bucie (2630 m) unterhalb der Bric Bucie (hier befindet sich das Bivacco Nino Soardi), dann Colle della Croce (2298 m) oberhalb des Rifugio Willy Jervis, der niedrigste Fußübergang nach Frankreich, schließlich der Colle dell'Urina (2525 m) in Richtung Queyras, Colle Manzol (2700 m) unterhalb des gleichnamigen Gipfels, Colle Sellière (2851 m) östlich vom Monte Granero in Richtung Queyras und endlich der Colle della Gianna (2531 m) zwischen dem Val Po und dem Val Pellice westlich des Monte Frioland.

### Administrative Gliederung, Bevölkerung

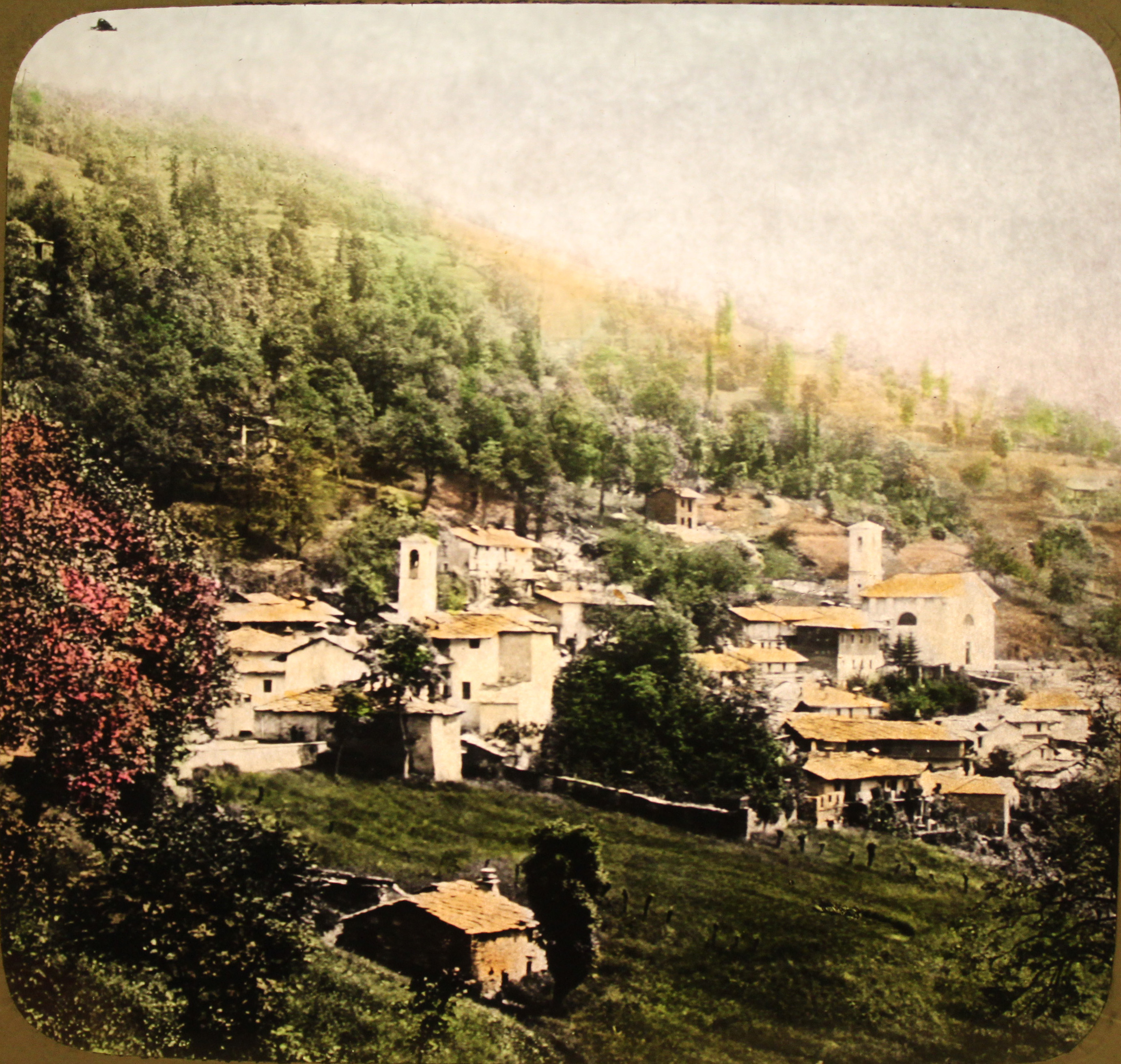
Rorà, 1895

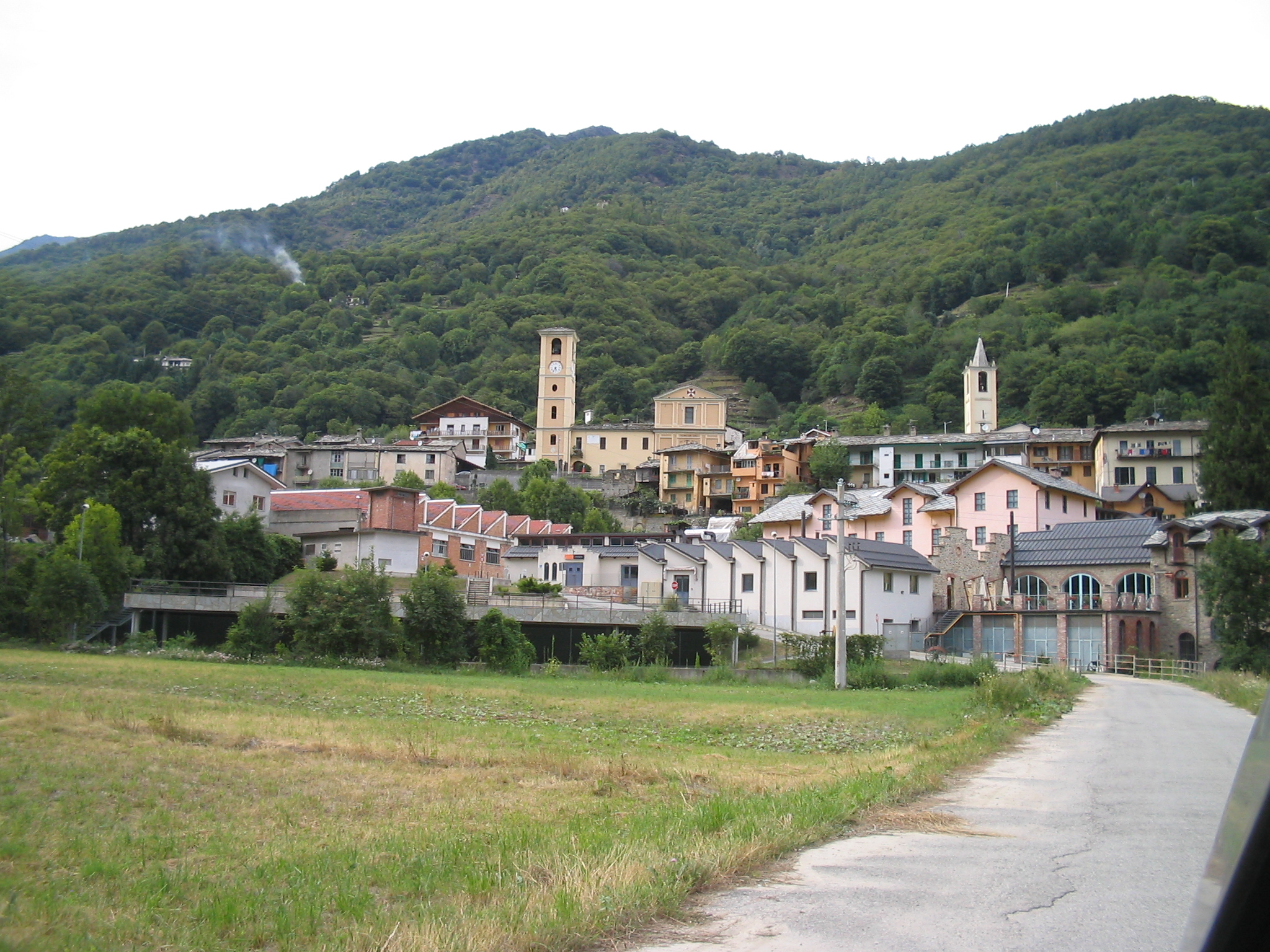
Villar Pellice, 2008

Die neun Talgemeinden sind (talaufwärts) Bibiana (320 m über dem Meeresspiegel), Bricherasio (400 m), Luserna San Giovanni (475 m), Torre Pellice (516), Villar Pellice (664 m) und Bobbio Pellice (732 m, bis 3171 m). Hinzu kommen Gemeinden in den Nebentälern, nämlich Lusernetta (507), Rorà (967), Angrogna (782 m) und Pra del Torno im Valle d'Angrogna. Weitere Orte im Tal sind Villanova am Oberlauf, Garzigliana beim Zufluss des Chisone und Pancalieri bei der Mündung des Pellice in den Po. Insgesamt erstreckt sich die Comunità Montana Val Pellice über eine Fläche von 29.302 ha.
Ende 2006 lebten auf dem Gebiet der neun Comunità 23.092 Einwohner, was 78,8 Einwohnern pro Quadratkilometer entspricht. Dabei verteilen sich die Bewohner extrem ungleichmäßig. So lebten allein in Luserna San Giovanni 7.776 Einwohner, in Torre Pellice 4.561, in Bricherasio 4.152 und in Bibiana 3.197. In Villar Pellice zählte man schon nur noch 1.199 Einwohner, in Angrogna 845, in Bobbio Pellice 585, in Lusernetta 514, und in Rorà gar nur noch 263. Dabei steigt die Zahl der Talbewohner seit 1981 wieder an (mit Ausnahme von Bobbio Pellice), während sie davor jahrzehntelang stark abgesunken war.
2006 zählte man im Tal 23.092 Einwohner, wobei seither einige Gemeinden deutliche Zuwächse verzeichnen konnten, andere jedoch weiter schrumpften. Zwischen 2006 und 2016 verlor das Tal wieder rund tausend Einwohner, die sich wiederum zunehmend in den größeren Orten ballen. Deutlicher wird die zeitweilige Dynamik im Vergleich mit den Einwohnerzahlen des Jahres 1981, wobei die Gewinne von zweieinhalb Jahrzehnten Wachstums im letzten Jahrzehnt wieder fast vollständig verlorengingen.
Die Einwohner des Tales verteilen sich auf neun Gemeinden mit den folgenden Einwohnerzahlen.
| Gemeinde             | Einwohner 2016 | Einwohner 2006 | Einwohner 1991 | Einwohner 1981 |
| -------------------- | -------------- | -------------- | -------------- | -------------- |
| Angrogna             | 889            | 845            | 724            | 801            |
| Bibiana              | 3442           | 3197           | 2616           | 2733           |
| Bobbio Pellice       | 563            | 585            | 608            | 674            |
| Bricherasio          | 4616           | 4152           | 3921           | 3586           |
| Luserna San Giovanni | 7395           | 7776           | 8054           | 7444           |
| Lusernetta           | 506            | 514            | 497            | 540            |
| Rorà                 | 257            | 263            | 261            | 252            |
| Torre Pellice        | 4551           | 4561           | 4601           | 4661           |
| Villar Pellice       | 1076           | 1199           | 1207           | 1219           |
| Summe                | 22169          | 23092          | 22489          | 21910          |

### Flora und Fauna

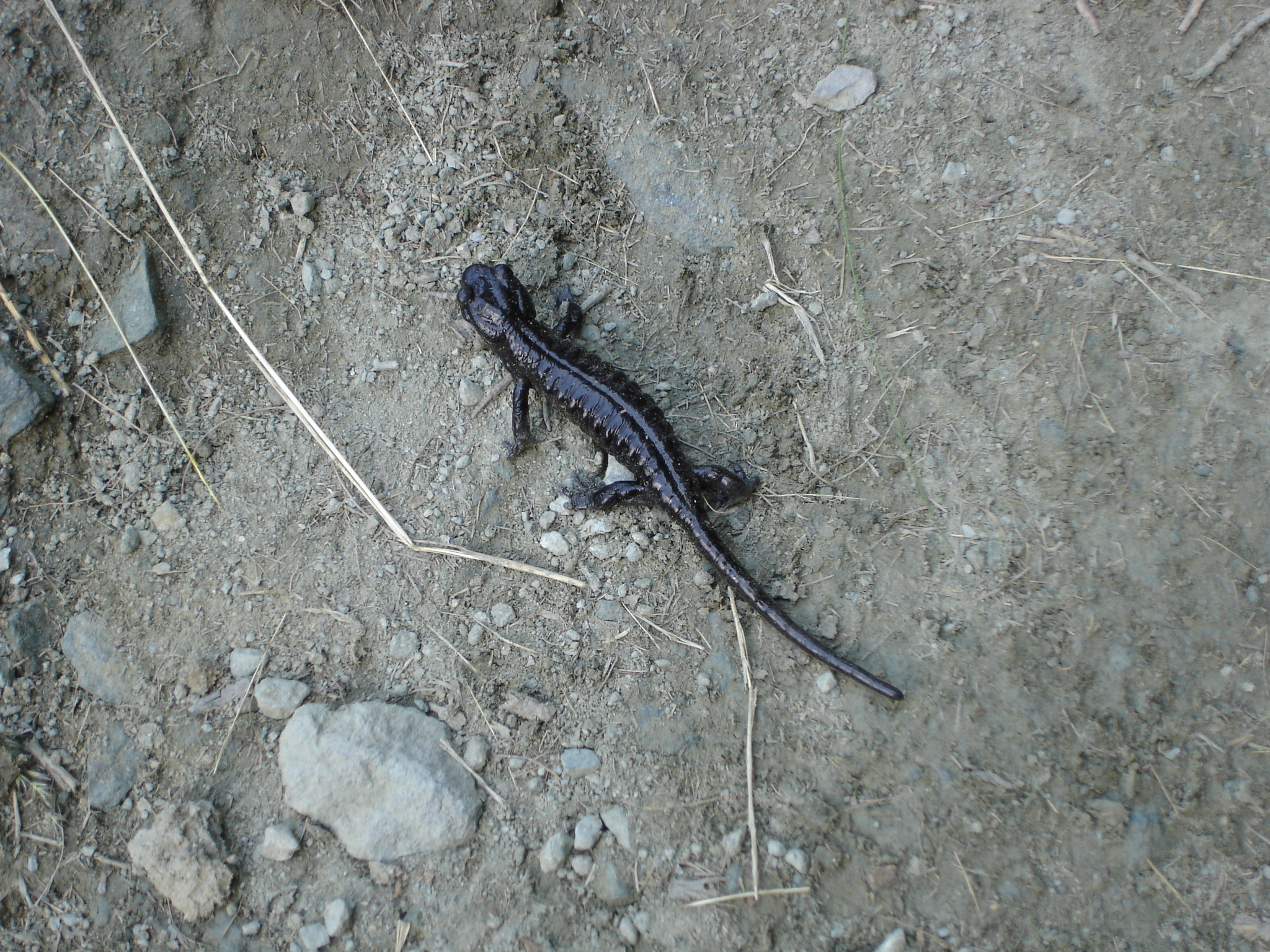
Salamandra Lanzai, Lanzas Alpensalamander, lebt endemisch im Monviso-Massiv, hier im oberen Pellicetal, 2005. Er ist besonders durch den Autoverkehr, aber auch durch Änderungen seines Habitats gefährdet, in erster Linie durch Baumaßnahmen.

Die heute dünn besiedelten Täler der Westalpen bieten Schutz für Arten, die vielfach durch menschliche Tätigkeit verdrängt worden sind. 1994 und 1995 wurde die gefährdete und nur in den Cottischen Alpen vorkommende Salamanderart Lanzas Alpensalamander in einer Höhe von 1670 m im Pellice-Tal untersucht. Die Art kommt dort zwischen 1200 und 2600 m Höhe vor.
Ausschließlich im Pellicetal kommt eine Unterart des Echten Laufkäfers vor, nämlich Carabus cenisius, zuerst beschrieben 1878. Eine weitere endemische Art, nämlich Doderotrechus ghilianii valpellicis, trägt sogar den Namen des Tales. Es handelt sich um eine Laufkäferunterart, wobei zu Doderotrechus ghilianii weitere drei Unterarten nachgewiesen sind.
Trotz dieser Endemiten, die den Eindruck von „Urwüchsigkeit“ verstärken können, handelt es sich beim Pellicetal um eine Kulturlandschaft. Dies ist im unteren Tal leicht an den Kulturpflanzen zu erkennen, etwa am Weinbau, doch schon die Wälder hinterlassen beim Besucher einen anderen Eindruck. Dies gilt etwa für die Kastanienwälder, die seit Jahrhunderten menschlicher Pflege unterliegen, und deren Früchte in die lokale Küche eingeflossen sind (Maronen). Die Bäume wachsen im gesamten Tal zwischen etwa 500 und 1200 m. Inzwischen führt der Sentiero dei Castagnet, der ‚Kastanienpfad‘, von Villar Pellice über Torre Pellice, überquert den Luserna-Fluss, erreicht Bibiana, dann San Bernardo und endet an der Schule „Malva Arnaldi“ – sie ist nach den Stiftern der Landwirtschaftsschule Liborio Malva und Virginia Arnaldi benannt. Die Kastanienproduzenten haben sich zu den Produttori castagne della val Pellice zusammengeschlossen, um Pflegemethoden und Qualitäten zu verbessern. Bis in die 1980er Jahre wurden die Kastanien auf eigenen Märkten freitags in Torre Pellice und dienstags in Bobbio angeboten, seit zwei Jahrzehnten erholen sich die Bestände. Allerdings brachen die Ernten durch Schädlingsbefall, genauer gesagt, durch die Japanische Esskastanien-Gallwespe 2012 um fast 90 % ein, um seither langsam wieder die alte Höhe zu erreichen.
Am Hauptfluss des Tales finden sich umfangreiche Bestände der Deutschen Tamariske, die hier Myricaria germanica heißt. Für sie entstand entlang des mittleren Pellice zwischen Bobbio Pellice und Villar Pellice ein 53 ha großes Schutzgebiet (Stazioni di Myricaria germanica), in dem sich etwa 70 Vogelarten nachweisen ließen, von denen 40 dort brüteten, 14 nur während der Migrationen ihrer jeweiligen Art dort erschienen (Stand: 2015). Zu den schutzwürdigen, im Tal brütenden Arten zählen dabei der Wendehals (Jynx torquilla) und der Neuntöter. Da ihr Habitat an die von Menschen geschaffene Kulturlandschaft gebunden ist, hängt das Überleben zahlreicher Arten von der Erhaltung dieses Landschaftstypus' ab.
Vier der sich im Tal vermehrenden Vogelarten gelten als gefährdet. Neben Neuntöter und Wendehals ist dies der Italiensperling – seine Bestände brachen um etwa die Hälfte aufgrund der veränderten Landwirtschaft zusammen – und der Feldsperling. Die 73 nachgewiesenen Vogelarten im Schutzgebiet und seiner Umgebung entsprechen 18,8 % der 389 Vogelarten, die im Piemont und im Aostatal nachgewiesen sind, die 40 dort brütenden Arten entsprechen 19 % der 210 entsprechenden Arten im größeren Gebiet.
Neben dem genannten Tamariskenschutzgebiet entstanden weitere Pflanzenschutzgebiete, nämlich die Prati da sfalcio, also Grasschnittwiesen, die Saliceti ripari a Salix eleagnos, also Schutzgebiete für die Lavendel-Weide, dann die Alneti di ontano bianco (Alnus incana) e ontano nero (Alnus glutinosa), mithin Schutzgebiete für Grau- und Schwarz-Erle. Insgesamt wurden im Gebiet 280 Pflanzenarten nachgewiesen.
Im Tamariskenschutzgebiet sind vier Fischarten vorherrschend, nämlich die Forellenbarbe (Barbus meridionalis), der Strömer, die Groppe sowie die Marmorierte Forelle. Auch leben dort drei Schmetterlingsarten, nämlich Russischer Bär, Heller Wiesenknopf-Ameisenbläuling und Osterluzeifalter. Hinzu kommen insgesamt 15 Libellenarten, 30 Heuschrecken- und insgesamt 74 Schmetterlingsarten.

## Geschichte

### Vorschriftliche Geschichte
Die vorschriftlichen Epochen hinterließen auch im Pellicetal Spuren und Artefakte, von denen sich einige im Museo Valdese von Torre Pellice befinden. Hinzu kommt eine Reihe von Felszeichnungen und -ritzungen, deren Alter jedoch nicht bestimmt werden konnte. Derlei Artefakte finden sich in bis über 2000 m Höhe. Wahrscheinlich stammen sie aus historischer Zeit und sind damit erheblich jünger als lange angenommen. Im Pellicetal und seinen Nebentälern waren 1981 bereits mehr als 100 solcher Stätten bekannt.
Besser einordnen lassen sich Überreste des Neolithikums, wie Steinbeile, die aus dem 6. bis 4. Jahrtausend v. Chr. stammen. Physikalische Untersuchungen erwiesen, dass die Ausgangsmaterialien aus dem Gebiet zwischen Monviso und Col Barant stammen; die Beile wurden in weiten Teilen Süd- und Westeuropas getauscht. Wahrscheinlich aus dem 3. Jahrtausend stammt eine Klinge, die auf dem Hügel oberhalb von Luserna gefunden wurde. Sie kam von jenseits des Alpenkammes in das Tal. Aus der Kupfer- oder Bronzezeit stammen abstrakte Felszeichnungen, aber auch anthropomorphe, die bei Villar Pellice in den 1990er Jahren entdeckt wurden. Sie weisen Ähnlichkeiten mit solchen in der Provence auf. Aus der zweiten Hälfte des 1. Jahrtausends v. Chr. stammen Bernsteinkugeln, die zwischen den Wurzeln einer Kastanie in Bobbio entdeckt wurden.
Einige Ortsnamen weisen auf keltische Ursprünge hin, wie etwa „Mutassa“ oder „Bricherasio“. Bei Bibiana finden sich Hinweise auf eine keltische Festung, worauf der Name „Famolasco“ hinweisen soll.

### Langobarden und Franken
Mit den Langobarden, die ab 568 große Teile Italiens eroberten, kamen die Cottischen Alpen, in denen der Papst ungenannte Rechte besaß, unter ihre Herrschaft. Diese Rechte im „Patrimonium Alpium Cottiarum, quod quondam ad ius pertinuerat apostolicae sedis“ (Paulus Diaconus, Historia Langobardorum VI, 28) wurden von König Aripert durch feierliche Schenkung restituiert. Fränkisch wurde das Gebiet infolge der bis 774 dauernden Eroberung des Langobardenreichs durch Karl den Großen.
Wie weite Teile des Piemont, so gehörte auch das Pellice-Tal zur 941 durch Hugo von der Provence gegründeten Markgrafschaft Turin. Diese war wiederum eine von mehreren Markgrafschaften, die der Abwehr der Sarazenenangriffe dienen sollten.

### Markgrafschaft Turin, Signori von Luserna (ab Ende 11. Jahrhundert)
Im Pellice-Tal wurden im späten 11. Jahrhundert die Signori von Luserna eine der mächtigsten Familien, als die Markgrafschaft in kleinere Einheiten zerfiel. Am Ende der Entwicklung dominierte die Region die Grafschaft Savoyen, doch zunächst herrschten zahlreiche kleinere Signori im Tal. Die Erstnennung des Stammsitzes der Luserna, die Burg von Luserna, die östlich von Torre Pellice stand, erfolgte im Jahr 1096. Sie ging der entsprechenden Urkunde zufolge am 28. März 1069 an Maria, alamannischer Herkunft und Tochter eines Hugo, und ihren nach salischem Recht lebenden Ehemann Gosuinus, genannt Merulus. Dieser war, folgt man der historischen Tradition, der Stammvater der Signori von Luserna. Laut anderen Urkunden taucht er bereits vor dem Tod der Markgräfin Adelheid von Susa († 1091) in ihrem Umkreis auf, wahrscheinlich bereits ab 1063. Ihr Tod beschleunigte den Zerfall der Markgrafschaft Turin, wobei sich Merulus einige verstreute Teile sichern konnte, um deren räumliche Verbindung er sich später bemühte. Ähnlich wie andere Lokalherren nutzte er, trotz Beibehaltung des Titels Vicecomes, die Gelegenheit, eine eigenständige Dynastie zu gründen.
Diese zerfiel in einem nicht rekonstruierbaren Prozess in drei Linien, nämlich die der Bigliori, der Rorenghi und der Manfredi, die nach der hauseigenen Legende auf entsprechende Söhne eines Ahnherrn zurückgingen. Infolgedessen bestanden drei Herrschaftsgebiete, nämlich die des Signore di Torre, des Signore di Luserna und desjenigen von Villar. Dabei besaßen die jeweiligen Signori auch noch zahlreiche Rechte in den anderen Gebieten, so dass von einer Territorialherrschaft nur in einem übergreifenden Sinne die Rede sein konnte. So besaß 1328 ein Pietro, Sohn „Gotefredi de la Turre condomini Lucerne“ Rechtsansprüche „in castris Lucerne, Turris, Montisbobii“, also in allen drei Lehensgebieten der Familie. Dementsprechend wurde ihre Gesamtheit als „domini de Lucerna“ angesprochen, im Jahr 1295 mit Feudalrechten über Burgen, Dörfer und Leute in Luserna, Bobbio und Villar, Torre, Campiglione, dann über die Dörfer Roletto und Angrogna, drei Viertel des Dorfes und der Leute von Bibiana, schließlich Burg, Dorf und Leute von Bagnolo, die allerdings ihrerseits wieder lokalen Adligen verliehen waren. Die Familie hatte diese Feudalrechte partiell vom Bischof von Turin erhalten, abgesehen von der Decima in Campiglione, von der sie behauptete, es sei ihr Allod, vor allem aber 1295 von Philipp von Savoyen-Achaia. Die einstigen Rechte über Caramagna und Sommariva waren inzwischen verkauft worden. Zugleich war die Integration der Signoria in das Herrschaftsgebiet der Savoyer weit vorangeschritten. Bis dahin war in ihrem Herrschaftsgebiet die Einbeziehung des gesamten „Volkes“ in den Legitimationsprozess spätestens 1159 in Gebrauch. Eine öffentliche Versammlung bestätigte und garantierte die Gültigkeit einer Urkunde. Dabei handelte es sich nicht um ein Recht auf der Grundlage eines Vertrages, sondern mündlicher Überlieferung. Im Tal beanspruchten die Herren, wie eine Urkunde von 1251 erweist, nicht nur das Fodrum, sondern auch den Heimfall der Lehensgüter für den Fall fehlender Erben, dann monopolisierten sie das Jagd- und Fischrecht, so dass also ohne ihre Erlaubnis niemand jagen durfte. Dabei reichten ihre Rechte über den Alpenkamm hinweg ins Combe des Charbonniers, doch waren viele Rechte auch weiterverliehen worden.

### Statuten von Luserna (1276)
Das Tal wiederum setzte einen Podestà ein, der allerdings vom Signore ausgewählt wurde. Mit den Statuten von Luserna, die am 20. Dezember 1276 öffentlich verlesen wurden, wurden die Rechte der Talbewohner und der Signori geregelt, vor allem aber die Abgaben und Dienste, die er verlangen konnte, und die bisher auf mündlicher Überlieferung beruhten, verschriftet. Die exekutiven Rechte lagen nunmehr beim Podestà, die Rechtsprechung beim vom Signore eingesetzten iudex curie. Dies bedeutete wohl, dass die damit zusammenhängenden Aufgaben Rechtskundigen übertragen wurden. Die Strafen wurden in Geldform, also in Denaren eingezogen, bei Zahlungsunfähigkeit erfolgten schwere Körperstrafen, oder aber öffentliche Zurschaustellung.
Über die Bevölkerungsdichte ist wenig bekannt. Nur von Angrogna wissen wir, dass man 1232 achtzig Feuerstellen zählte. Alle heutigen Orte bestanden bereits, und offenbar erzwang die Dichte der Nutzung zahlreiche rechtliche Abgrenzungen, etwa beim Weiderecht. Die zur Viehhaltung nötigen Flächen wurden gegen Geld verpachtet. Dies traf vor allem für das obere und mittlere Tal zu – im mittleren Tal wuchsen auch Kastanien und Nüsse –, während im unteren Tal eher Obst und Wein angebaut wurden. Genau in diesem wirtschaftlichen Ungleichgewicht lag die Ursache für das erste Teilungsdokument des Tales, eine Urkunde von 1222, in der bestimmt wurde, dass die wertvollsten Gebiete, nämlich die Weiden im oberen Tal, allen drei Linien der Luserna zustanden. So relativierte sich die übermäßig privilegierte Stellung der Herren von Villar. Der erstmals 1182 in einer Urkunde Papst Lucius’ III. von 1182 für die Kanoniker von Vezzolano erwähnte Markt von Luserna wurde zu einem zentralen Umschlagplatz für Vieh und die damit zusammenhängenden Produkte. Der Handel über die Westalpen hinweg erhielt zunehmende Bedeutung. Dabei wuchs zugleich die Bedeutung der Wegesabgaben, die die Signori einzogen, und die sie wiederum in die Lage versetzten, diese Handelswege auszubauen. Schließlich nahm die Nutzung der Wälder, insbesondere von deren Holz, an Umfang zu.

### Zunehmende Autonomie der oberen Täler, Bund von Briançon (1343–1713)
Trotz Zugehörigkeit zur Dauphiné genossen die höher gelegenen Täler eine erhebliche Autonomie. Sie bildeten beinahe eine Art freie „Bauernrepubliken“. Das Val Pellice war dabei ein Kerntal des bis ins Varaita-Tal reichenden Bundes. Diesem Bund von Briançon, der lange vor 1343 entstand und bis 1713 existierte, gehörten zehn „Täler“ an, also zu Talschaften zusammengefasste Berggemeinden, die allerdings nur über die oberen Teile des jeweiligen Tales verfügten. Der politische Kern bestand um Briançon und das Tal der Durance bis südlich von l'Argentière-la-Bessée, das Haut Queras (Guil-Tal) bis hinab zum Chateau Queyras auf etwa 1200 m Höhe, und den Col de Montgenèvre (1854 m), den wichtigsten Pass zwischen Oberitalien und Südfrankreich. Der Bund beherrschte in den Cottischen Alpen das gesamte Susatal, das obere Chisonetal oberhalb von Perosa und das oberste Varaita-Tal. Diese Gemeinden der „Bauernrepublik“ kauften ihrem Grundherrn, dem Dauphin, für 12.000 Dukaten im Jahr 1343 alle grundherrschaftlichen Rechte ab. Diese enorme Summe war Ausdruck einer entsprechenden Wirtschaftskraft, die sich durch die Lage an wichtigen Passstraßen nun weiter erhöhte. 1713 wurde der Bund jedoch im Frieden von Utrecht zwischen Frankreich und Savoyen aufgeteilt. Es war keineswegs die scheinbar rationale Aufteilung entlang einer unwirtlichen Grenze, sondern der beiderseitige Griff nach einer prosperierenden Landschaft mit ihren grenzübergreifenden Verbindungen, die sich deutlich von den Ebenen abgrenzte.

### Waldenser

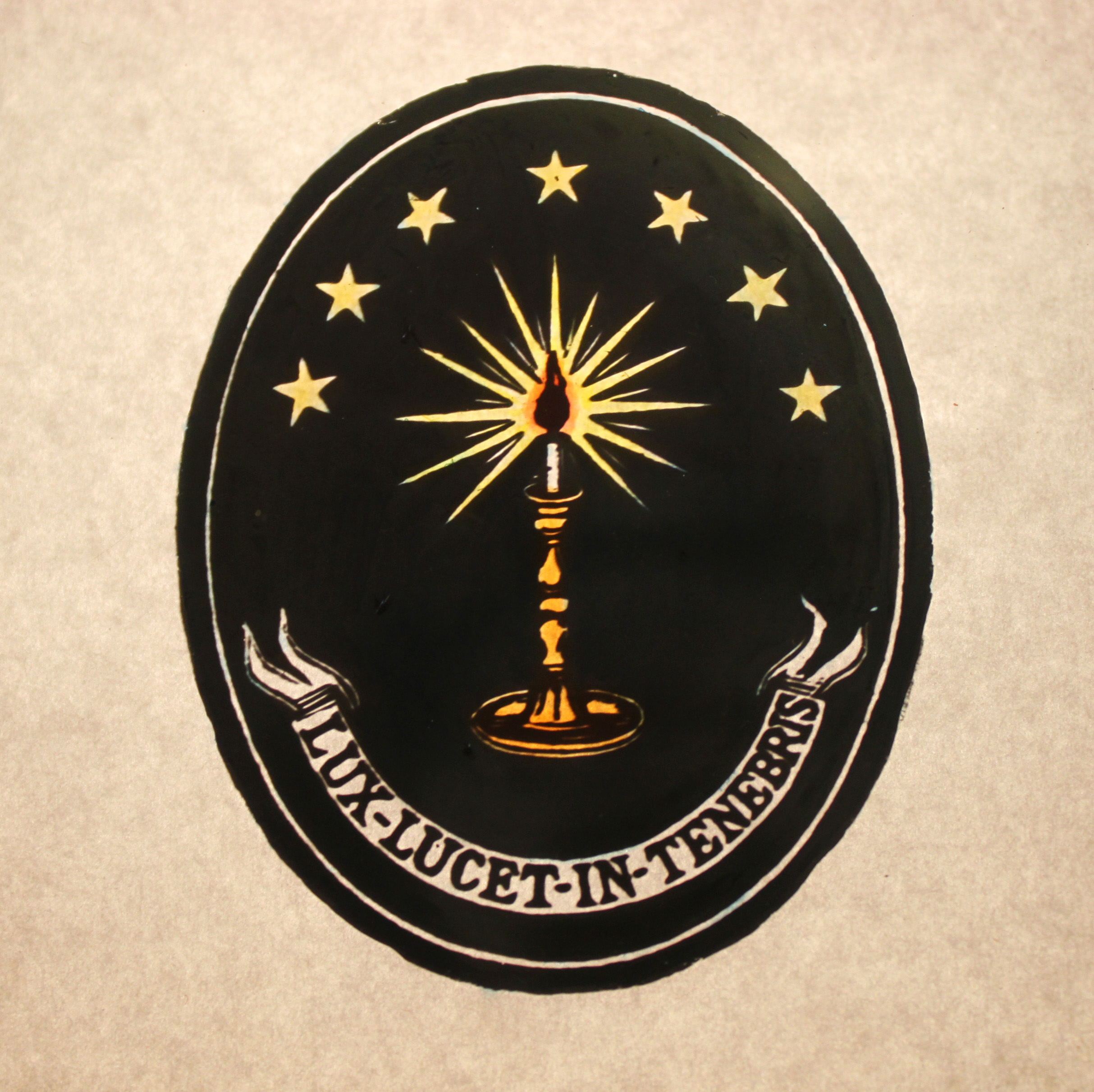
Emblem der Waldenser: „Lux lucet in tenebris“, 1895

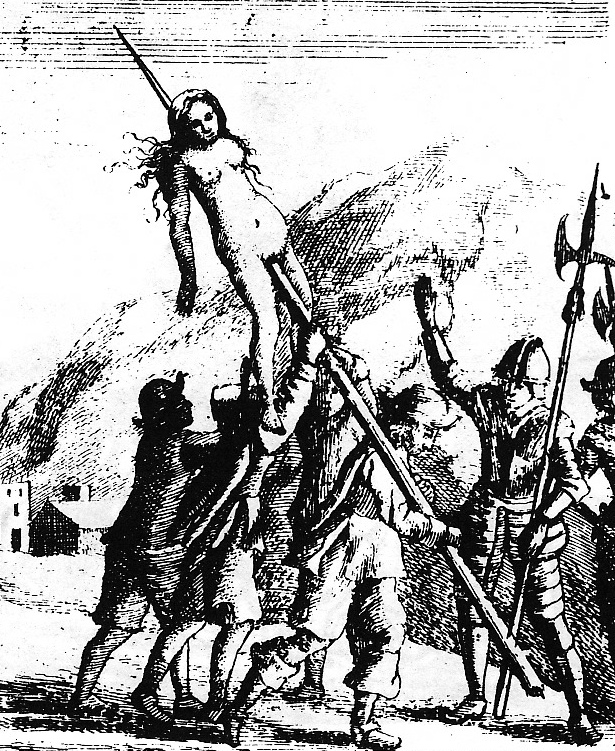
1658 veröffentlichte Darstellung zur Ermordung von Anna, Tochter von Giovanni Charboniere, 1655

Die Waldenser, eine französische Laienreformbewegung des 12. Jahrhunderts, die der katholischen Kirche den Alleinvertretungsanspruch bestritt und die sich ausschließlich auf die Bergpredigt bezog, war in den Tälern der Cottischen Alpen stark vertreten. Sie wurde von Staat und Kirche bekämpft, doch während sie bis zum 14. Jahrhundert überall weitgehend unterdrückt wurde, bestanden ihre Gemeinden in den Tälern fort. Trotz der Unterdrückung unterhielten die als barba bezeichneten Wanderprediger weiträumige Netzwerke, die sie mit weit entfernten Waldensergruppen verbanden. Der um 1515 im Val Perosa geborene Gille des Gilles war ministro in Kalabrien und kehrte Mitte des Jahrhunderts als Pastor ins Pellice-Tal zurück. Auch war er in Venedig, an den Grenzen nach Deutschland und in Lausanne tätig; 1556 besuchte er wieder die Waldenser in Kalabrien.

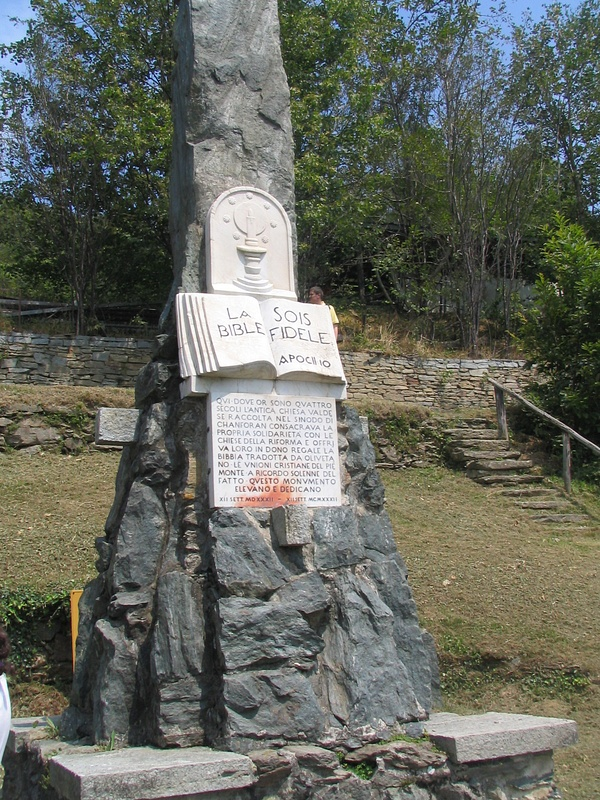
Gedenkstätte an die Synode von Chanforan (1532), in der sich die Waldenser Luthers Lehre anschlossen; errichtet 1802

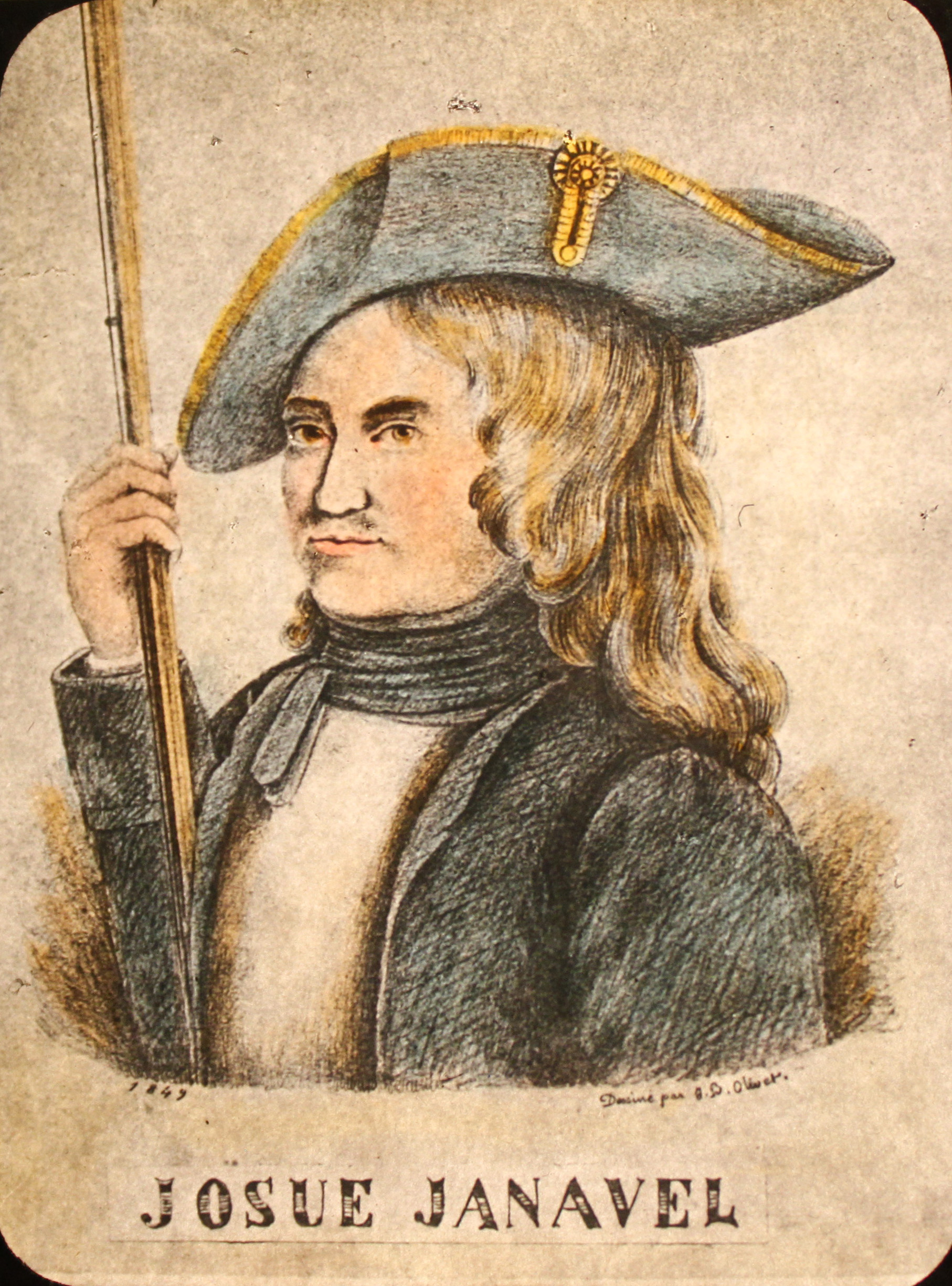
Historiengemälde von „Josue Janavel“, 1895

Die lokalen Gruppen in den Tälern schlossen sich 1532 nach Beratungen im Angrognatal der Lehre Martin Luthers an. Damit wurde die Religionsgemeinschaft jedoch zur Kirche und zog die Kräfte der Gegenreformation wieder stärker auf sich. Savoyen-Piemont griff jedoch in Zeiten, in denen es in Konflikt mit Frankreich geriet, häufig auf die militärischen Ressourcen der Waldenser zurück, was ihnen einen gewissen Schutz bot. Dann erhielten sie auch das Recht, ihr Bekenntnis frei auszuüben. Im Vertrag von Cavour erkannte Savoyen die Existenz der Waldenser sogar an. 1579 besetzten 2000 Hugenotten und Waldenser nach einem katholischen Angriff Saluzzo. Mit der Bartholomäusnacht des Jahres 1572 hatte im benachbarten Frankreich die Toleranz gegenüber den Hugenotten geendet, wenn auch zwischen dem Edikt von Nantes (1598) und dessen Aufhebung im Jahr 1685 ein gewisser Ausgleich bestand. Als 1601 die Hugenottenverfolgungen auch in der Markgrafschaft Saluzzo einsetzten, flohen viele von ihnen aus den Alpentälern westwärts oder nach Genf.
Mit der Piemontesischen Ostern zogen 1655 französische und piemontesische Truppen gemeinsam plündernd und mordend durch die Täler. Im Val Pellice kam es 1655, als eine neue Militäraktion drohte, unter Führung von Giosué Janavel (1617–1690) bis 1663 zu bewaffnetem Widerstand, als Janavel das Gebiet verlassen musste. Im Genfer Exil schrieb Janavel, nachdem es 1686 bis 1689 zu neuen Waldenserkriegen kam, ein Handbuch für den Guerillakrieg in den Bergen (1688–1689), das während des Widerstands gegen die Nationalsozialisten erhebliche Bekanntheit erlangte.
Als sich Frankreich und Savoyen 1685, nachdem das Edikt von Nantes aufgehoben worden war, gegen die Waldenser verbündeten, unterlagen diese nach schweren Kämpfen. Die Überlebenden konnten in der Nacht vom 22. auf den 23. Mai 1689 fliehen, und zwar auf Wegen, die selbst tagsüber schwer zu begehen sind. Viele starben auf dem Weg nach Genf am Colle del Moncenisio im Val Susa. Doch 1689 kehrten etwa 1000 von ihnen unter Führung des Pastors Henry Arnaud vom Genfersee zurück in ihre Täler (Glorieuse rentrée). Sie verteidigten sich sechs Monate lang auf der Balziglia (1370 m) im Germanasca-Tal gegen eine Übermacht. Doch drei Tage nach ihrer Niederlage erklärte Savoyen überraschend Frankreich den Krieg. Die Waldenser erhielten nunmehr dauerhaft Religionsfreiheit, doch wurde ihr Gebiet auf Teile des Chisone-, Germanasca- und des Pellice-Tales beschränkt. Sie erhielten erst am 17. Februar 1848 Religionsfreiheit, als sie die letzte protestantische Gruppe in ganz Italien waren, ein Tag, der noch heute im Tal feierlich begangen wird. Fortan durften sie auch wieder unterhalb von 600 m wohnen. Das heutige Zentrum der italienischen Waldenser befindet sich in Torre Pellice. Dort wurde 1881 die Società di studi valdesi gegründet. In Balziglia entstand 1939 ein Waldensermuseum, das an die Kämpfe erinnern sollte.
Spätestens seit keltisch-ligurischer Zeit war das Tal von Befestigungsanlagen und umwallten Dörfern gekennzeichnet. Eine Reihe der älteren Festungen im Tal wurde 1594 während einer Militärkampagne unter Carlo Emanuele I. von Savoyen zerstört. Dazu zählen Festungsbauten bei Luserna (auf dem Monte Ombroso, bekannt unter den Namen Forte di San Michele oder Torrazzo, ursprünglicher Sitz der Herren von Luserna, des im Hochmittelalter dominierenden Adelsgeschlechts). Ähnlich war die Situation in Torre Pellice, wo auf der Collina del Forte von 1655 bis 1690 ein Fort bestand, zudem die Festung Santa Maria di Lucerna. Dort befindet sich heute eine Rekonstruktion aus dem Jahr 1821. Hinzu kam ein kleines Fortino della Munizione. 1594 wurden des Weiteren Befestigungen bei Angrogna, Bibiana (Castelfiore) und Villar zerstört. Letzteres besaß, wie Luserna, eine Stadtmauer, deren Pforten noch 1889 zuletzt in den Quellen erscheinen. Auch bestand ein Fortino di Pertusel. Darüber hinaus besaß ein Zweig der Luserna, die Rorengo, dort das Palagio Forte. Ciastel hieß eine Befestigung bei Bobbio, die bereits 1549 zerstört wurde. Oberhalb der Borgata di Villanova bestand das Forte di Mirabouc von 1565, das immer wieder als Gefängnis genutzt, und das 1794 geschleift wurde.
Im Angrognatal befinden sich der Waldensertempel Ciabas, das Denkmal von Chanforan, das an den dort 1532 erfolgten Anschluss an die Reformation erinnert, die Scuola Odin-Bertot, die Grotte Gueiza d'la Tana, die neueren Forschungen zufolge wohl eher nicht einen ehemaligen Ort der Kultausübung darstellt, aber lange dafür gehalten wurde, sowie das sogenannte Coulège de barbe oberhalb von Pra del Torno. Hier könnten die mittelalterlichen Wanderprediger der Waldenser, die im örtlichen Dialekt „barba“ heißen, ausgebildet worden sein.
In Bobbio Pellice erinnert das Monument von Sibaud an ein wichtiges Ereignis der „Glorieuse rentrée“: Als die Waldenser 1689 zurückgekehrt waren, leisteten sie am 11. September in Sibaud einen Schwur, der den Guerillakrieg gegen die Obrigkeit im Tal einleitete.

### Fortschreitende Abwanderung, beginnender Tourismus, Charles Beckwith (ab 1834)

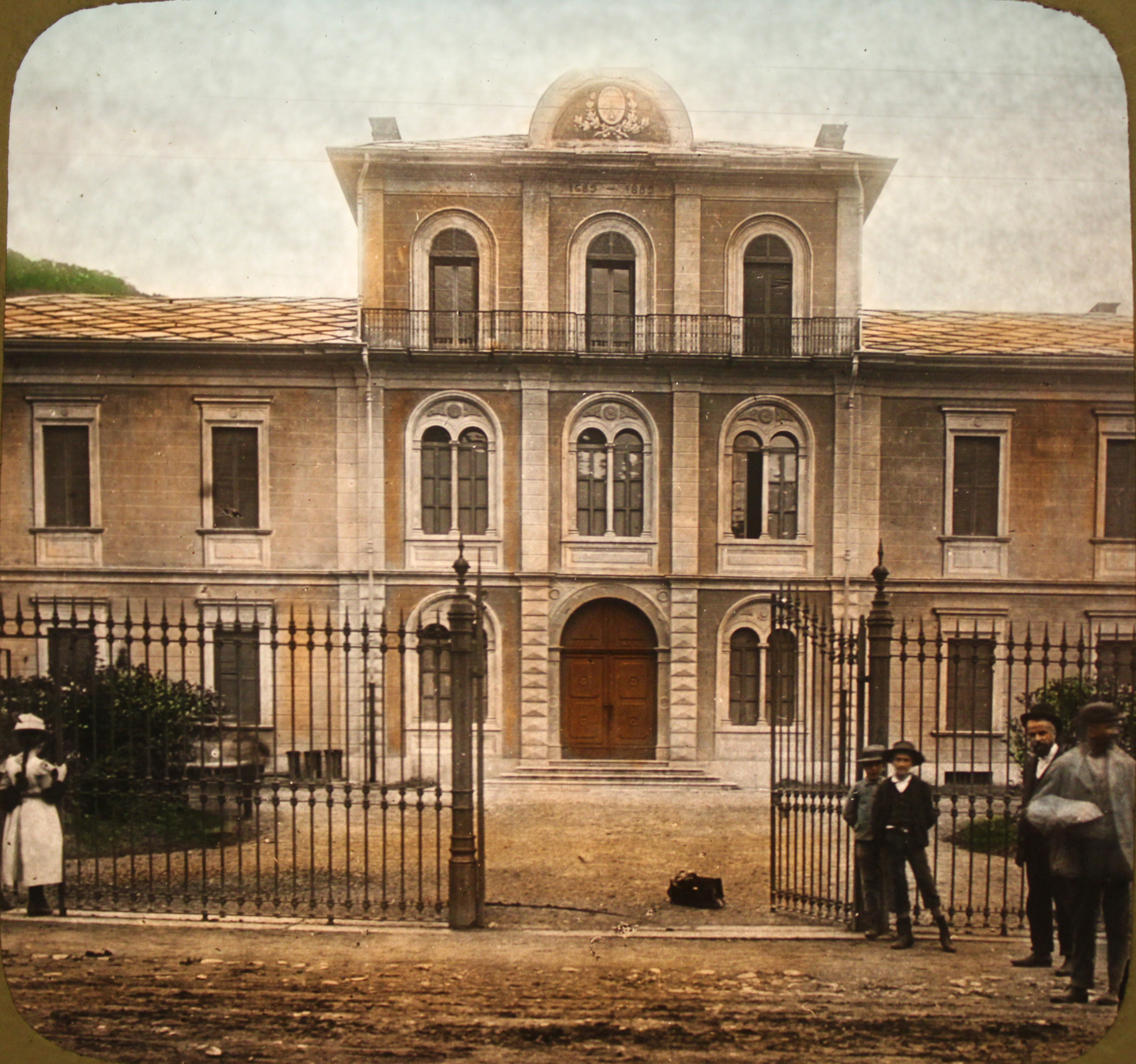
Waldensermuseum von Torre Pellice, 1895

Das Überleben der Waldenser, die zu anderen protestantischen Gruppen Kontakte unterhielten, wurde auch aus englischen Mitteln finanziert. Die Berichte von William Stephen Gilly (1789–1855) über die Waldenser, insbesondere seine 1824 erschienene Narrative of an Excursion to the Mountains of Piemont, and Researches among the Vaudois, or Waldenses, und ein von ihm ins Leben gerufenes Komitee zur Unterstützung der Waldenser brachten einen ersten Aufschwung der Besucherzahl. Unter ihnen befand sich der – aus dem zu dieser Zeit noch britischen Neuschottland stammende – Offizier John Charles Beckwith, der sich 1834 in Torre Pellice niederließ. Er betrieb die Gründung von 120 Schulen im Tal, wo er 1862 starb. Engländer waren die ersten Touristen im Tal, denen andere, zunächst an der Kultur und am Geist der Waldenser interessierte Gruppen folgten, in der zweiten Hälfte des 19. Jahrhunderts auch zunehmend Naturinteressierte.

### Faschismus, deutsche Besatzung, Resistenza

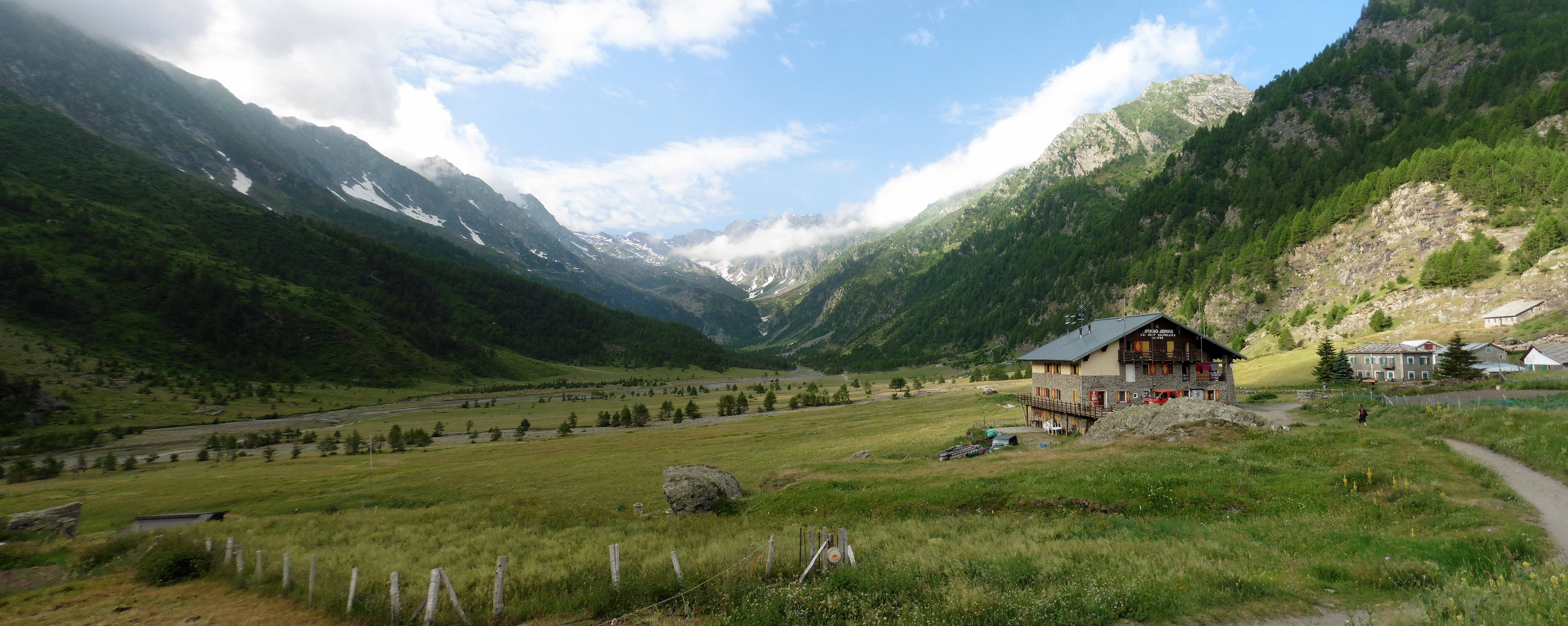
Hochebene Conca del Pra mit Rifugio Willy Jervis von Norden gesehen; der Name erinnert an den Partisanen Guglielmo Jervis, Kampfname „Willy Jervis“, der am 5. August 1944 hingerichtet wurde.

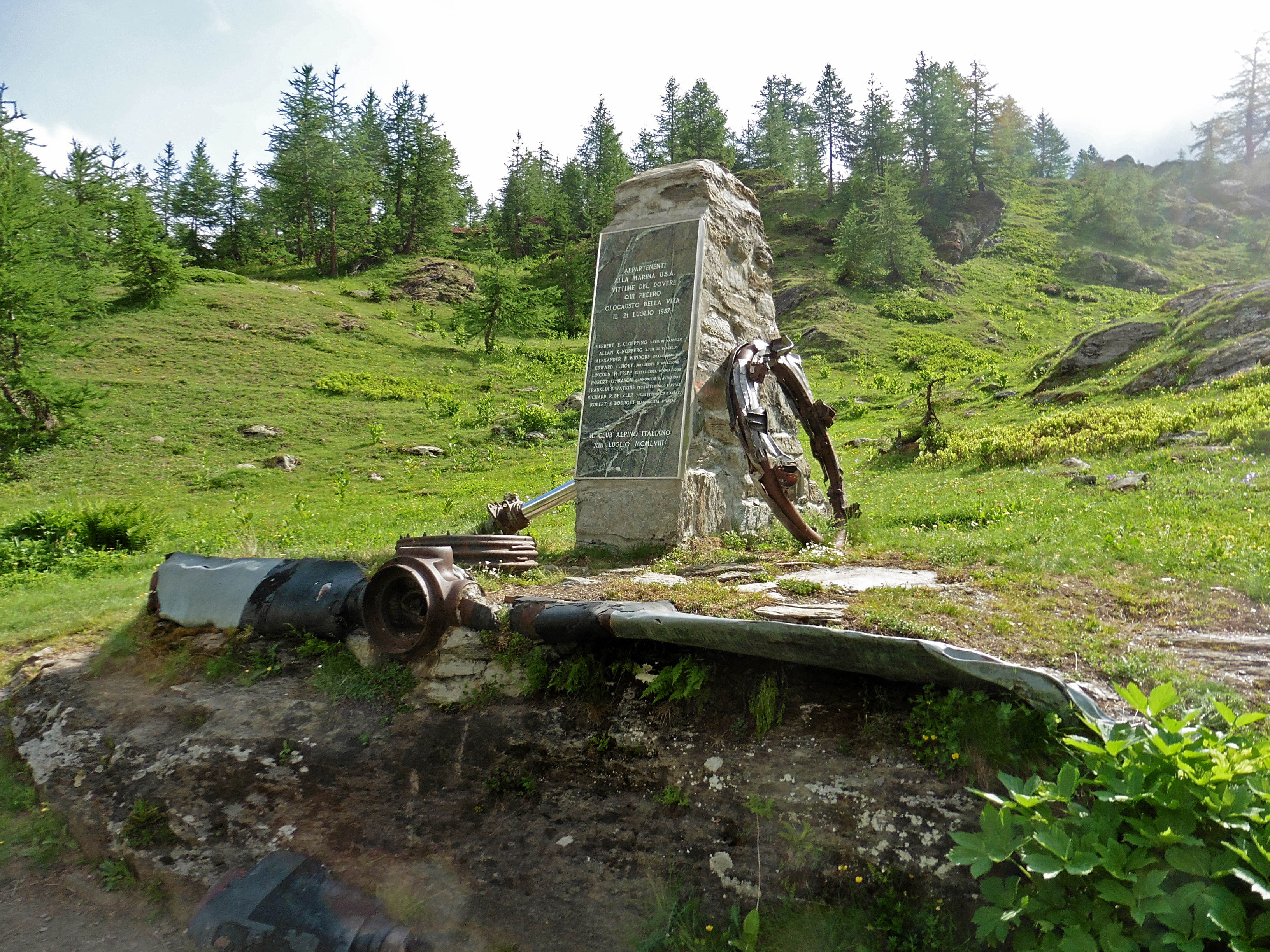
Denkmal für die Opfer des Flugzeugabsturzes am 21. Juli 1957

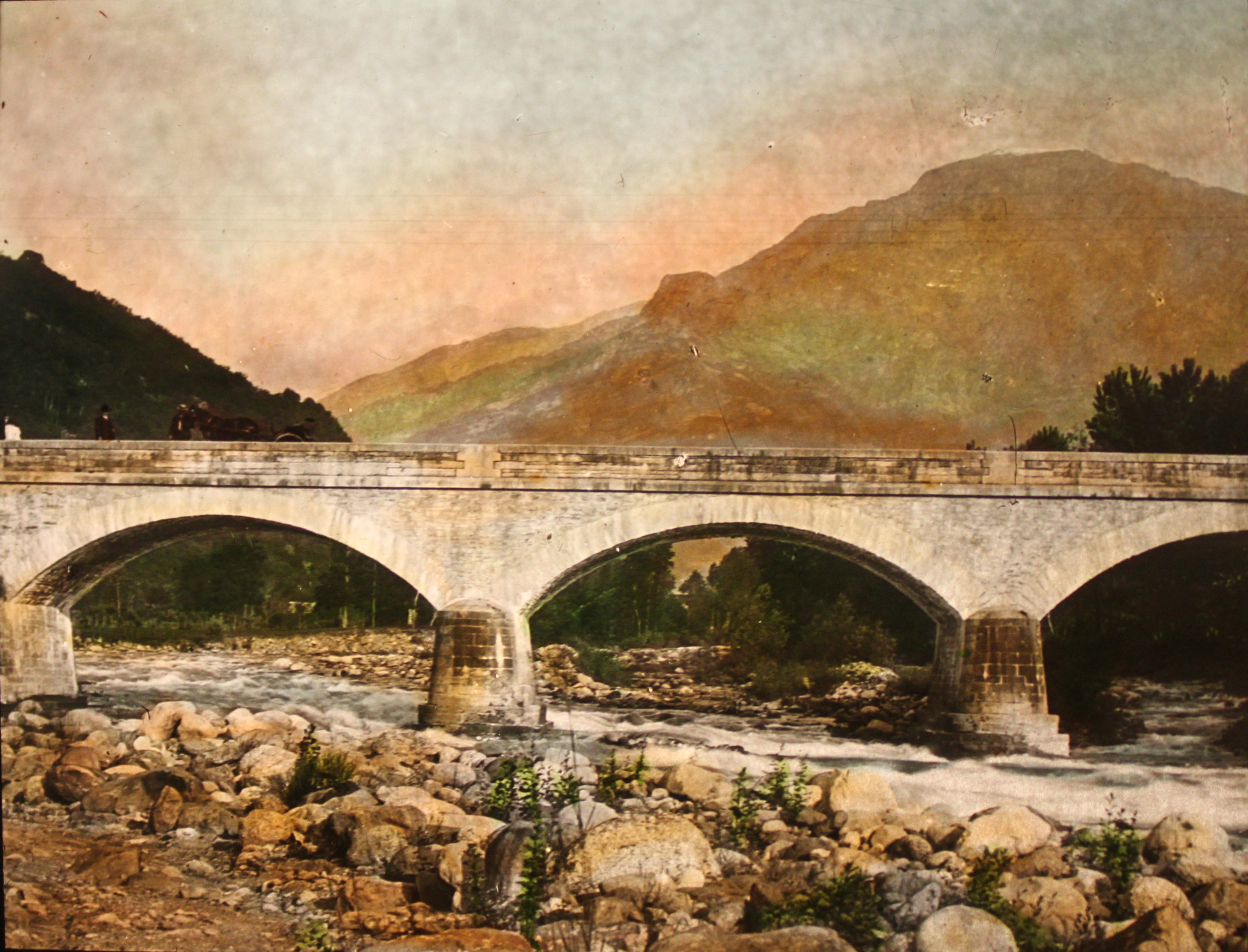
Brücke über den Pellice-Fluss, auch Paillichee genannt

Das faschistische Regime Mussolinis setzte, wie in allen italienischen Kommunen, per Verordnung vom 1. August 1931 durch, dass überall eine bedeutende Straße den Namen „Via Roma“ zu tragen habe. Schon mit dem Konkordat vom 11. Februar 1929, bekannt als Lateranverträge, wurde der Katholizismus wieder zur Staatsreligion erklärt, die 1870 durchgesetzte Trennung von Kirche und Staat wieder aufgehoben. Im Zuge der von Rom erzwungenen Italianisierung wurden zunächst die Ortsnamen geändert und in den Schulen das Okzitanische vom Italienischen abgelöst.
Am 19. Dezember 1943 entstand die Carta oder Dichiarazione di Chivasso, die Charta oder Erklärung von Chivasso also, „die heute als eine Art historische Geburtsurkunde des europäischen Föderalismus gilt“. Sie entstand mitten im Kampf gegen die nationalsozialistische Besatzung, nachdem Mussolini bereits gestürzt worden war.
Die Waldensertäler boten für Partisanengruppen der Resistenza vor allem zwischen dem 8. September 1943 und April 1945 zahlreiche Schlupfwinkel. Schon 1940 war die Forderung nach Widerstand als Verpflichtung eines geraden Christen in kleinen Zirkeln diskutiert worden. Grundlage waren die Thesen des Theologen Karl Barth, der Mussolini mit Hitler verglich. In der Tipografia Alpina von Torre Pellice wurden gleich mit Beginn der deutschen Besatzung Flugblätter gedruckt, in denen die Bevölkerung zum Widerstand aufgerufen wurde. Nun stießen Städter, wie etwa Marisa Diena (1916–2013) aus Turin, zu den Widerstandsgruppen. Während bald Garibaldini-Einheiten um Barge und Luserna operierten, waren es im oberen Tal die Einheiten von Giustizia e Libertà. Bis zum Beginn der sogenannten „Auskämmungsaktion Sperber“ am 10. Februar 1944 beherrschten die Partisanen das Tal oberhalb von Torre Pellice. Am 18. März 1944 fanden erneut Razzien statt, bei denen der Vizekommandant Sergio Coalova gefangen genommen wurde; zwei Tage später wurden die beiden Partisanen Antonio Dassano und Enrico Malan in der frazione La Vittoria (Torre Pellice) erschossen, wenige Tage später die Gruppe Lombardini umzingelt und gefangengesetzt. Ab Juni 1944 wurden die Partisanen, die im Sommer erneut das obere Tal dominierten, aus der Luft mit Vorräten und Waffen von den Alliierten versorgt. Mit dem „Unternehmen Nachtigall“ setzten die Besatzer auch dieser Phase noch im Lauf des Sommers ein Ende. Das Rifugio Willy Jervis wurde später nach einem der Verhafteten benannt: Jervis wurde am 5. August 1944 auf dem Hauptplatz von Villar Pellice hingerichtet. Gleichfalls ermordet wurden der noch in Turin gefolterte Emanuele Artom (23. Juni 1915 – 7. April 1944) und Jacopo Lombardini (* 13. Dezember 1892), der kurz vor Kriegsende, am 25. April 1945, in Mauthausen erschossen wurde.
Am 21. Juli 1957 stürzte im oberen Pellicetal unterhalb des Rifugio Granero ein Flugzeug der US Navy ab. Die zweimotorige Maschine vom Typ Lockheed P2V-7 mit 10-köpfiger Besatzung war an diesem sehr windigen Hochsommertag an einer Suchaktion beteiligt und flog in niedriger Höhe von Pinerolo kommend offenbar versehentlich in das Pellicetal hinein. Als der Pilot den Fehler bemerkte, gelang es ihm nicht mehr, aus dem immer enger und höher werdenden Tal herauszukommen. Das Flugzeug überflog noch das Rifugio Willy Jervis und die Conca del Prà und zerschellte schließlich gegen 13 Uhr in 2.134 m Höhe am Berg und ging in Flammen auf. Nur ein Mann der Besatzung überlebte den Absturz. Für die getöteten neun Soldaten wurde vom Club Alpino Italiano an der Unglücksstelle ein Denkmal mit Trümmerteilen der Maschine errichtet.
In Torre Pellice entstand 1989 das Centro Culturale Valdese, das zwei Museen – ein ethnografisches und ein historisches – umfasst, sowie eine Bibliothek.

## Wirtschaft und Tourismus
Im unteren und mittleren Tal wird nach wie vor Wein angebaut, etwa der nach Pinerolo benannte Rot- und Roséwein Pinerolese. Im mittleren und oberen Tal dominieren Formen der Viehwirtschaft, wobei im Pellicetal eine Besonderheit bei den Ziegen besteht. Diese bieten zum einen gefährdete Rassen, wie Frabosana, Roaschina oder Brigasca, zum anderen werden diese in vergleichsweise kleinen Herden von maximal 500 Tieren gehalten. Die Hirten leben entweder im Tal oder kommen mit ihren Herden aus der Ebene (Transhumanz). Seit der Rückkehr des Wolfes in die Cottischen Alpen wurde die seit dessen Verschwinden etablierte Haltung in unbewachten Herden wieder aufgegeben. 2011 bestand allerdings noch keine stabile Population im oberen Tal, im Gegensatz zum Susa-, Chisone- und zum Germanasca-Tal.

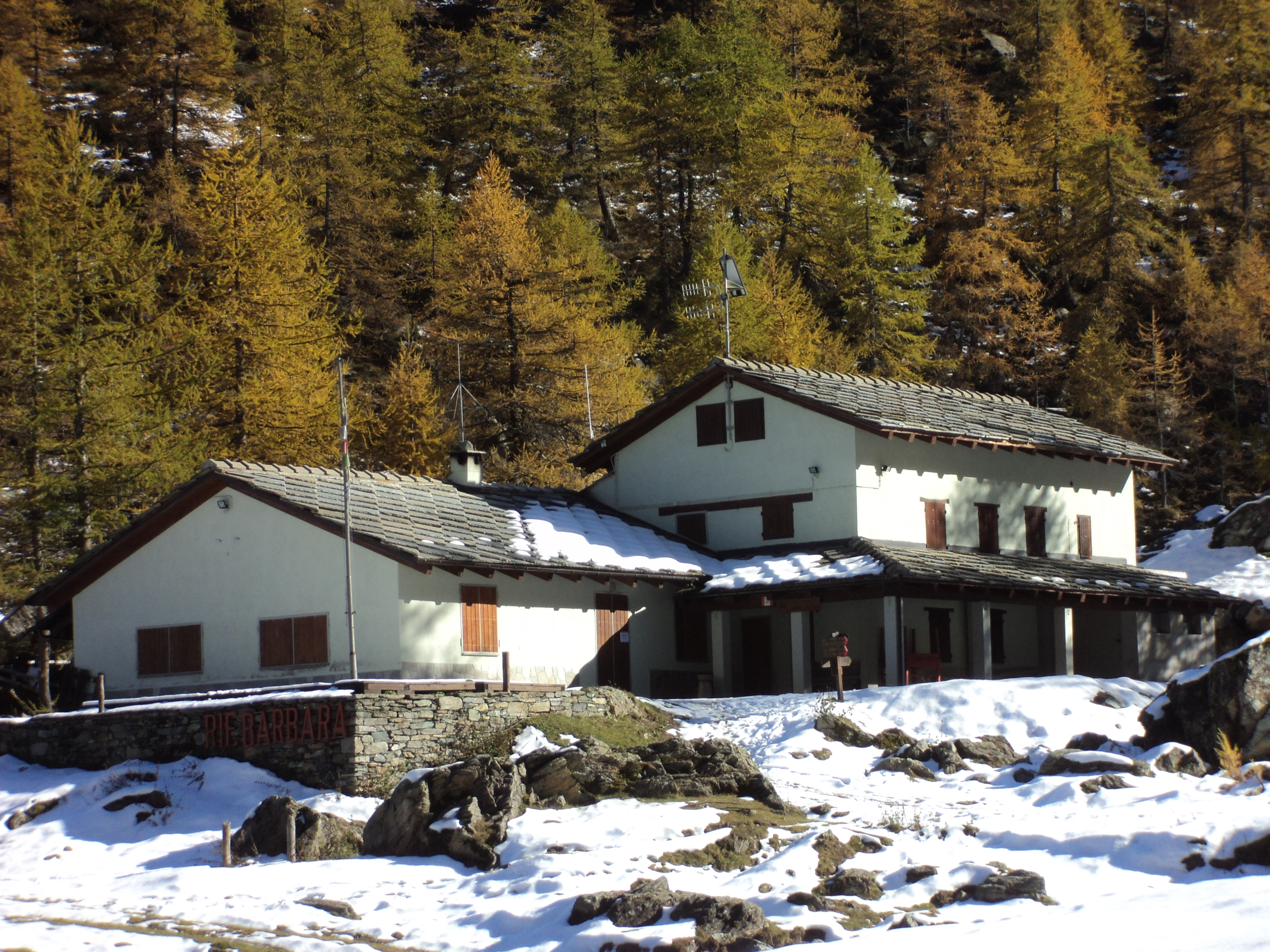
Das Rifugio Barbara Lowrie in der Valle dei Carbonieri

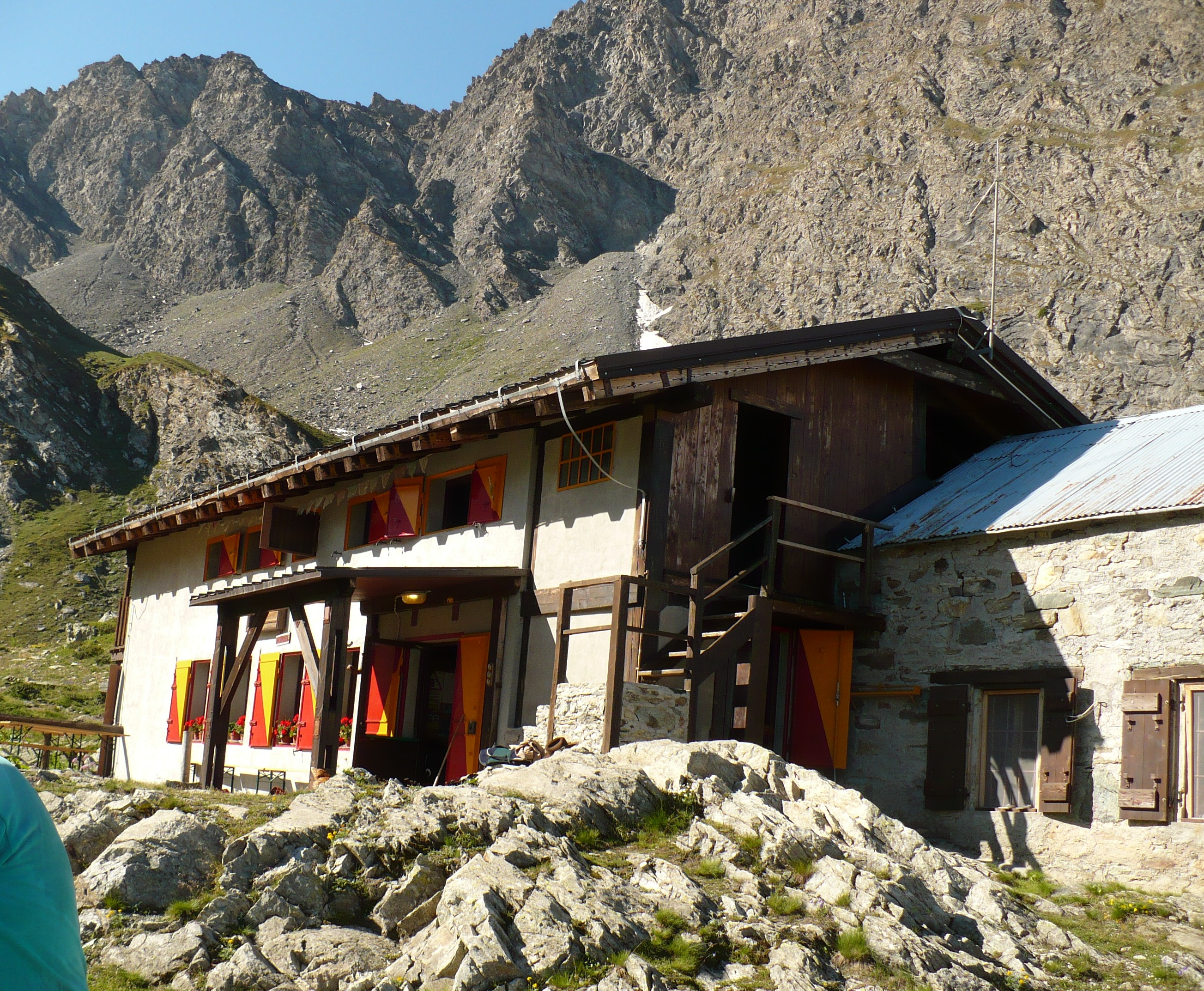
Das Rifugio Granero

Das Tal ist Ort einer ganzen Reihe von Bivacchi und Rifugi, die in der Regel dem Club Alpino Italiano angehören. Sie dienen Besuchern als Schutzhütte oder Zwischenstation bei ihren Wanderungen. Zu diesen zählen das Rifugio Willy Jervis (1732 m) auf der Conca del Prà am Talschluss, das Rifugio Granero (2377 m) unterhalb des Monte Granero, das Rifugio Barbara Lowrie (1753 m) am Ende der Valle dei Carbonieri und das Rifugio Barant (2370 m) am Colle Barant ebenso, wie das Rifugio Jumarre im Angrognatal am Colle della Vaccera (1469 m), das Rifugio Lago Verde (2583 m) unterhalb des Bric Bucie, das offiziell zu Prali und damit schon zur Valle Germanasca gehört, dann das Rifugio Barfè (1220 m) unterhalb des Monte Vandalino im Angrognatal, schließlich das Rifugio degli Invincibili (1356 m) im Vallone degli Invincibili. Das Rifugio Valanza (1748 m) bei Rorà ist nicht mehr in Betrieb. Eine wichtige Schutzhütte stellt das Bivacco Nino Soardi (2630 m) am Colle Bucie dar.
Seit 1972 findet im Juli eines jeden Jahres (mit wenigen Ausnahmen) das Bergrennen Tre Rifugi Val Pellice statt. Die längere Strecke (54 km und 4100 Höhenmeter) führt dabei an den Rifugi Barbara, Granero und Willy Jervis vorbei, die kürzere Strecke umfasst 32 km und 2200 Höhenmeter.

## Verkehr
Per Eisenbahn ist das Tal seit dem späten 19. Jahrhundert zu erreichen. Bahnhöfe bestehen in Bricherasio, Moreri und Bibiana (Comune di Bricherasio), Luserna San Giovanni, Torre Pellice.
Über Straßen ist das Tal von Turin her verbunden, nämlich über Stupinigi und die Strada statale 23, oder von der Tangenziale di Torino an der Abfahrt Höhe Drosso, wo eine Autobahn Richtung Pinerolo abzweigt. Von dort führt eine Strada provinciale ins Tal. Dabei liegt Bobbio Pellice etwa 62 km von Turin entfernt.

## Bildung und Kultur
Im Tal befinden sich sechs öffentliche Bibliotheken, nämlich die öffentlichen oder Stadtbibliotheken von Bobbio Pellice, Bibiana und Torre Pellice, sowie von Bricherasio und Rorà. Die wissenschaftlich bei weitem bedeutendste Einrichtung dieser Art ist die Bibliothek der Stiftung Waldensisches Kulturzentrum.
Insgesamt bestanden (Stand: 2006) elf öffentliche Grundschulen (scuole dell'infanzia) und fünf private. Hinzu kommen sechs Scuole secondarie, also weiterführende Schulen, darunter vier di primo grado und zwei di secondo grado. Nur in Luserna San Giovanni befindet sich ein Istituto d'istruzione superiore sowie das private Liceo Classico Valdese.
In Lusernetta befinden sich herausragende spätmittelalterliche Kunstwerke in der Cappella di San Bernardino im Innenbereich des Friedhofs. Die Kapelle birgt Fresken aus der Mitte des 15. Jahrhunderts, die dem Maestro di Lusernetta zugeschrieben werden, dem ansonsten nicht namentlich bekannten ‚Meister von Lusernetta‘.
Ebenfalls aus dem Übergang vom Spätmittelalter zur Frühen Neuzeit stammen in Luserna Alta, auf der Piazza Parrocchiale, die sogenannte Ala del Mercato Coperto, auch Loggia dei Mercanti genannt, dann die Kirche San Giacomo sowie der Palast der Conti di Luserna, in dem sich heute die Casa dell’Immacolata befindet. Hinzu kommt der Torre di San Francesco sowie der Konvent der Servi di Maria, der heute dem Maurizianerorden gehört.

### Flora und Fauna
- A. Giordano, Gian Paolo Mondino: Ecology and possible land use of the upper Val Pellice, in: Annali, Istituto Sperimentale per la Selvicoltura, Arezzo  Bd. 1 (1970) 423–539.

### Geschichte
- Sara Tourn: Torre Pellice. La “Ginevra italiana” attraverso i secoli, Claudiana, Turin 2013.
- Daniele Tron: Cenni di storia sul val Pellice, in: La Beidana 51 (2004) 5–24.
- Tullio Contino: C'era una volta a Torre Pellice, R. Chiomonte, Turin 1995.
- Vincenzina Taccia: Presenza dei saraceni in Val Pellice, in: La Beidana 6 (1987) 36–40. (Legendenbildung im Tal).
- Alessandro Barbero: Il dominio dei signori di Luserna sulla Val Pellice (secoli XI-XIII), in: Bollettino storico-bibliografico subalpino 91,2 (1993) 657–669.
- Giorgio Tourn: Le Valli Valdesi, Claudiana, Turin 2013.
- Maurizio Carmemelina: L'emigrazione dei valdesi in Sudamerica. 150 anni fa dalla val Pellice a Montevideo, Alzani, 2008.
- Carlo Papini (Hg.): Come vivevano ... Val Pellice, Valli d'Angrogna e di luserna fin de siecle (1870-1910), Claudiana, 1980.
- Daniele Arghittu: I giornali raccontano. Storie e cronache della Val Pellice, 1910-1914, Claudiana, 2010.
- Andrea Melli: L’emigrazione dalle valli valdesi all’inizio del ’900: i casi di Villar Pellice e Luserna San Giovanni, in: La Beidana 25 (1996) 9–18.
- Valter Careglio: Il marzo 1943 in val Pellice, in: La Beidana 18 (1993) 58–64. (Digitalisat)
- Pascal Oswald: „Die Waldenser sind alle Rebellen“? Die Widerstandsbewegung im Pellicetal während der Jahre 1943 bis 1945, in: Waldenser-Magazin 269 (2023) 12 f. (academia.edu und Gesamtheft, PDF)
- Valter Careglio: Tra fabbrica e società: vita quotidiana degli operai tessili della val Pellice fino agli anni Cinquanta, in: La Beidana 10 (1989) 50–70.
- Nuto Revelli: Il mondo dei vinti. Testimonianze di vita contadina, Einaudi, Turin 1977.

### Kunst und Kultur
- Giorgio Tourn: I templi delle Valli valdesi, Claudiana, Turin 2011.
- Elena Romanello: Gli affreschi di Lusernetta. Una testimonianza del culto bernardiniano in val Pellice a metà del '400, in: la beidana 33 (1998) 3–20 (online, PDF)
- Giorgio Tourn: La chiesa valdese di Torre Pellice negli ultimi cinquant'anni, in: La beidana 44 (2002) 51–66.
- Augusto Armand-Hugon: Torre Pellice, Società di Studi Valdesi, Torre Pellice 1980.
- Mario Benna, Enrico Bertone, Maria Rosa Fabbrini, Daniele Jalla, Roberto Mantovani: La Val D'Angrogna, Fusta Editore, Saluzzo 1999.
- Valentina Porcellana, Giulia Fassio, Pier Paolo Viazzo und Roberta Clara Zanini: Cambiamenti socio-demografici e trasmissione delle risorse materiali e immateriali: prospettive etnografiche dalle Alpi occidentali italiane, in: Journal of Alpine Research | Revue de géographie alpine 104,3 (2016) (online Vergleich zwischen Val Pellice und Macugnaga)

### Reiseführer
- Gian Vittorio Avondo, Davide Rosso: Sui Sentieri dei Valdesi. Itinerari escursionistici dalla valle di Susa alla val Pellice, Edizioni del Capricorno, Turin 2015.
- Guida della Val Pellice. Ambienti, risorse, tradizioni, itinerari, Kosmos, Turin 1994.